# Dysderina seclusa
Dysderina seclusa là một loài nhện trong họ Oonopidae.
Loài này thuộc chi Dysderina. Dysderina seclusa được Arthur M. Chickering miêu tả năm 1951.